# 캡틴 마블 어드벤처
캡틴 마블 어드벤처(Captain Marvel Adventures)는 Fawcett Comics가 오랫동안 운영해 온 만화책 시리즈로, 만화책의 황금 시대에 Captain Marvel 이 주연을 맡았다.

## 출판 이력
이 시리즈는 슈퍼히어로가 선집 타이틀인 Whiz Comics 의 스타가 된 후 주연을 맡은 첫 번째 솔로 시리즈였다. 1941년에 처음 출간되었고, 첫 번째 호는 조 시몬과 잭 커비가 쓰고 그렸다. 이 시리즈는 당시 큰 성공을 거두었다. 1944년에는 1400만 부가 팔렸으며, 한때 1천300만 부의 발행 부수로 2주에 한 번씩 출간되기도 했다.몇몇 호의 '캡틴 마블 어드벤처'에는 시리즈가 "최대 부수의 만화 잡지"라고 선언하는 내용이 커버에 포함되기도 했다. 시리즈는 1953년 11월에 150호를 끝으로 중단되었다.
캡틴 마블 이야기 외에도, 가끔은 앤솔로지 안에 캡틴 키드 같은 다른 주인공들의 이야기가 특집으로 실렸다.
Otto Binder 와 CC Beck은 18호에서 Ibac, 26호 에서 Mister Mind 및 Monster Society of Evil, 78호에서 Mister Atom 과 같은 슈퍼악당을 소개했는데, 이들은 이후 그 슈퍼히어로의 주요한 적으로 계속 등장하게 되었다. 시리즈에서 가장 중요한 등장은 18호에서 메리 마블과 마블 패밀리의 결성을 소개한 것이었다. 또한 79호에는 Mr. Tawky Tawny가 소개되었다.

## 유산
만화 시리즈의 성공으로 DC 코믹스가 Fawcett Comics에게 슈퍼맨과 너무 유사하다는 이유로 소송을 제기하였고, Fawcett가 항복하여 결국 DC가 승리하게 되었다.

## 소장판
- "몬스터 소사이어티 오브 이블: 디럭스 한정 컬렉터 에디션" (1989년, American Nostalgia Library, ISBN 0-948248-07-6)는 마이크 히그스가 편집하고 디자인한 책이다. 1943년부터 1945년까지 2년 동안 캡틴 마블 어드벤처 22호부터 46호까지 연재된 "몬스터 소사이어티 오브 이블" 이야기 전체를 재발행했다. 이 책은 3,000부 한정판으로, 오버사이즈의 하드커버로 슬립케이스에 담겨 출시되었다.[8]

## 추가 자료
- National Comics Publications, Inc. 대 Fawcett Publications, Inc.